# Cryptolectica euryphanta
Cryptolectica euryphanta är en fjärilsart som först beskrevs av Edward Meyrick 1911.  Cryptolectica euryphanta ingår i släktet Cryptolectica och familjen styltmalar.
Artens utbredningsområde är:
- Namibia.
- Seychellerna.

Inga underarter finns listade i Catalogue of Life.